# Salem Chaker
Salem Chaker (1950) è un linguista berbero con cittadinanza algerina, docente all'Institut National des Langues et Civilisations Orientales (INALCO) di Parigi dal 1989 al 2008 e in seguito all'Université d’Aix-Marseille.

## Biografia
Studioso della lingua berbera, Chaker è nato in una famiglia originaria di Ait Iraten, Grande Cabilia. Attualmente insegna all'Université d’Aix-Marseille e compie le sue ricerche nel quadro dell'Iremam (UMR 7310 del CNRS). Dirige l'Encyclopédie berbère ed è autore di diversi libri sulla lingua e cultura berbera.